# La repubblica di Oceana
La repubblica di Oceàna (The commonwealth of Oceana) è un romanzo utopico pubblicato nel 1656 dello scrittore James Harrington; nell'opera si esalta il modello della Repubblica veneziana.
È l'opera principale in cui è esposto il pensiero di Harrington. Con quest'opera egli si propone di mostrare concretamente, attraverso la descrizione di un nuovo modello costituzionale per l'Inghilterra, come sia possibile fondare il governo della legge sull'uomo. Mirare a un governo della legge sull'uomo per Harrington significa ritornare ai modelli politici invalsi nel repubblicanesimo antico – quello delle dottrine politiche aristoteliche come della Roma repubblicana – nei quali la signoria della legge era già stata la regola. Per fare ciò è necessario capire la ragione per cui quei modelli ad un certo punto siano andati perduti, e, una volta compresa tale ragione, vedere se in base ad essa non sia possibile prevedere e stabilire definitivamente il ritorno dell'antico repubblicanesimo.
Lo scritto contiene profonde contraddizioni: all'inizio, infatti, sembra condividere il diritto assoluto del monarca e dunque gli Stuart, poi si fa sostenitore del potere di Cromwell, governo dittatoriale che possa essere capace di rafforzare la repubblica. Nella sua opera pone un rapporto tra forma di governo e proprietà. La concentrazione della proprietà in uno, pochi o molti dipende dalla differenza tra monarchia, aristocrazia o democrazia.

## Storia editoriale

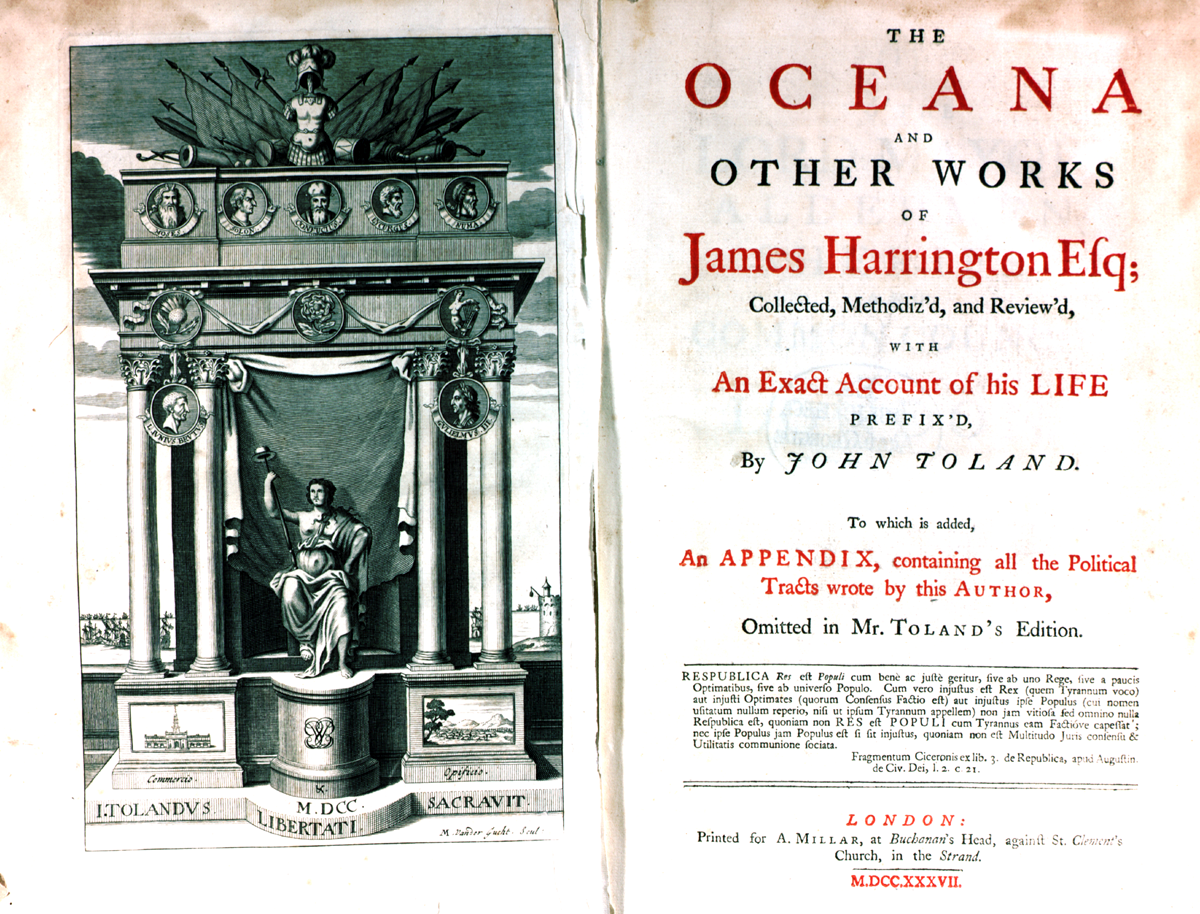
Frontespizio di Oceana nell'edizione curata da J. Toland.

Non del tutto chiarite sono le circostanze di pubblicazione di Oceana, diffusa in un primo tempo da stampatori riconducibili all'opposizione anticromwelliana. Dopo l'apparizione di questa che è la sua opera più importante e famosa, Harrington fu impegnato in una serie di polemiche dalle quali scaturirono quasi tutte le sue opere successive, le quali costituiscono perlopiù altrettante prese di posizione nei confronti di avversari che si dimostrarono spesso piuttosto riluttanti a prendere sul serio la proposta politica di Oceana.

## Edizioni
(parziale)
- J. Harrington, The Oceana and other Works. Scientia Verlag, Aalen 1963. With an Account of his Life by John Toland. Reprint of the Edition London 1771.
- J. Harrington, La Repubblica di Oceana. Franco Angeli, 1985. Traduzione, saggio introduttivo e note di G. Schiavone.
- J. Harrington, La Repubblica di Oceana. UTET, 2004. A cura di G. Schiavone.
- J. Harrington, La Repubblica di Oceana. Edizioni della Normale, 2023. Testi scelti a cura e con introduzione di Carlo Altini